# Barbara Hershey
Barbara Hershey, pseudonimo di Barbara Lynn Herzstein (Los Angeles, 5 febbraio 1948), è un'attrice statunitense.
Hershey ha vinto un Emmy e un Golden Globe per il film TV A Killing in a Small Town (1990). Ha ricevuto una seconda e una terza candidatura ai Golden Globe per la migliore attrice non protagonista per il ruolo di Maria Maddalena nel film L'ultima tentazione di Cristo di Martin Scorsese (1988) e per il suo ruolo in Ritratto di signora di Jane Campion (1996). Per quest'ultimo film, è stata anche candidata all'Oscar alla miglior attrice non protagonista.
Definita negli anni '70 dal Chicago Tribune "una delle più belle attrici americane", la Hershey ha vinto per due volte di seguito il Prix d'interprétation féminine al Festival di Cannes per i suoi ruoli ne I diffidenti (1987) e Un mondo a parte (1988). È stata inoltre acclamata per la sua interpretazione in Hannah e le sue sorelle di Woody Allen (1986) e per Il cigno nero di Darren Aronofsky (2010), per le quali ha ottenuto due candidature ai Premi BAFTA.

## Biografia

### Anni '60 e '70
Debutta nel 1965, prima di aver terminato gli studi, interpretando il ruolo minore nella serie TV Gidget. Secondo quanto affermato dal suo futuro marito nella sua autobiografia, a questo punto avrebbe abbandonato la scuola per concentrarsi sull'attività di attrice. Nel 1966, dopo altri ruoli minori, ottiene il suo primo ruolo di rilievo in The Monroes, frangente in cui assume per la prima volta lo pseudonimo di Barbara Hershey. Nel 1969 recita in Il pistolero di Dio e I brevi giorni selvaggi: durante le riprese di quest'ultimo l'attrice rimane scioccata per l'uccisione di un gabbiano avvenuta durante le riprese, il che la spinge ad assumere lo pseudonimo di Barbara Seagull per alcuni anni.
Negli anni '70 l'attrice si dedica principalmente al cinema, venendo diretta da registi come Martin Scorsese in America 1929 - Sterminateli senza pietà (in cui recita da protagonista), suo marito David Carradine in California 436 e Menahem Golan in Colpo da un miliardo di dollari. Nel 1972 l'attrice posa proprio insieme a Carradine su Playboy, ricreando con lui una sequenza del film America 1929. Nella seconda metà del decennio si dedica anche alla televisione, apparendo fra gli altri nel film TV Inondazione.

### Anni '80 e '90
Negli anni '80 Hershey ottiene vari ruoli in pellicole cinematografiche di grande successo. L'attrice dà inizio al decennio con i cult Professione pericolo di Richard Rush e Entity di Sidney J. Furie, per poi ottenere dei ruoli di primo piano in film pluripremiati come Hannah e le sue sorelle di Woody Allen e L'ultima tentazione di Cristo di Martin Scorsese: in quest'ultimo interpreta il ruolo di Maria Maddalena. Per questi film l'attrice ottiene, rispettivamente, una nomination ai BAFTA e una ai Golden Globe come miglior attrice non protagonista. Successivamente, l'attrice ottiene per due anni consecutivi il premio per la miglior attrice al Festival di Cannes, nel 1987 per I diffidenti e nel 1988 per Un mondo a parte. Nel 1988 recita al fianco di Bette Midler in Spiagge, film che ottiene un notevole riscontro commerciale.
Nel 1990 recita da protagonista nel film TV A Killing in a Small Town, ruolo per cui vince un Golden Globe e un Primetime Emmy Award per la miglior attrice protagonista in un film TV o miniserie televisiva. Negli anni successivi, l'attrice si dedica prevalentemente a opere cinematografiche, lavorando fra gli altri a film di grande successo come Un giorno di ordinaria follia, Dangerous Woman - Una donna pericolosa e Ritratto di signora e La colazione dei campioni. In particolare, la sua performance in Ritratto di Signora ottiene il plauso della critica, garantendole la sua prima nomination all'Oscar per la miglior attrice non protagonista, oltre che un'altra candidatura nella medesima categoria ai Golden Globes. Fra fine anni '90 e inizio anni 2000 recita inoltre nella serie TV Chicago Hope.

### Anni 2000, '10 e '20
Nel terzo millennio, Hershey si dedica principalmente a film thriller, horror e fantasy, apparendo in alcuni film e serie TV di grande successo come Ore 11.14 - Destino fatale, Il cigno nero, Insidious, Damien e C'era una volta. Il suo ruolo ne Il cigno nero le permette di ottenere una seconda nomination ai BAFTA nella categoria "miglior attrice non protagonista".

## Vita privata
Sul set de Il pistolero di Dio ha conosciuto l'attore David Carradine, da cui ha avuto un figlio, Tom, nato nel 1972. La loro relazione finì nel 1975, quando Carradine si fidanzò con un'altra donna.
La Hershey è stata sposata per un anno (1992-1993) con l'artista Stephen Douglas.
Nel 1999 ha iniziato una relazione con l'attore Naveen Andrews, terminata nel 2005, quando lei scoprì che lui la tradiva con un'altra donna, da cui aveva avuto un figlio. Dopo una breve separazione i due si sono riavvicinati, ma nel 2009 si sono lasciati definitivamente.

## Filmografia

### Cinema
- Il pistolero di Dio (Heaven with a Gun), regia di Lee H. Katzin (1969)
- I brevi giorni selvaggi (Last Summer), regia di Frank Perry (1969)
- A.A.A. Ragazza affittasi per fare bambino (The Baby Maker), regia di James Bridges (1970)
- America 1929 - Sterminateli senza pietà (Boxcar Bertha), regia di Martin Scorsese (1972)
- California 436 (You and Me), regia di David Carradine (1975)
- Colpo da un miliardo di dollari (Diamonds), regia di Menahem Golan (1975)
- Gli ultimi giganti (The Last Hard Men), regia di Andrew V. McLaglen (1976)
- Tempi brutti per Scotland Yard (Trial by Combat), regia di Kevin Connor (1976)
- Professione pericolo (The Stunt Man), regia di Richard Rush (1980)
- Entity, regia di Sidney J. Furie (1981)
- Uomini veri (The Right Stuff), regia di Philip Kaufman (1983)
- Il migliore (The Natural), regia di Barry Levinson (1984)
- Hannah e le sue sorelle (Hannah and Her Sisters), regia di Woody Allen (1986)
- Colpo vincente (Hoosiers), regia di David Anspaugh (1986)
- Tin Men - 2 imbroglioni con signora (Tin Men), regia di Barry Levinson (1987)
- I diffidenti (Shy People), regia di Andrej Končalovskij (1987)
- Un mondo a parte (A World Apart), regia di Chris Menges (1988)
- L'ultima tentazione di Cristo (The Last Temptation of Christ), regia di Martin Scorsese (1988)
- Spiagge (Beaches), regia di Garry Marshall (1988)
- Zia Giulia e la telenovela (Tune in Tomorrow...), regia di Jon Amiel (1990)
- Il cuore nero di Paris Trout (Paris Trout), regia di Stephen Gyllenhaal (1991)
- Senza difesa (Defenseless), regia di Martin Campbell (1991)
- Occhio indiscreto (The Public Eye), regia di Howard Franklin (1992)
- Un giorno di ordinaria follia (Falling Down), regia di Joel Schumacher (1993)
- Swing Kids - Giovani ribelli (Swing Kids), regia di Thomas Carter (1993)
- Duca si nasce! (Splitting Heirs), regia di Robert Young (1993)
- Dangerous Woman - Una donna pericolosa (A Dangerous Woman), regia di Stephen Gyllenhaal (1993)
- L'ultimo cacciatore (Last of the Dogmen), regia di Tab Murphy (1995)
- Tre amici, un matrimonio e un funerale (The Pallbearer), regia di Matt Reeves (1996)
- Ritratto di signora (The Portrait of a Lady), regia di Jane Campion (1996)
- Delitti d'autore (Frogs for Snakes), regia di Amos Poe (1998)
- La figlia di un soldato non piange mai (A Soldier's Daughter Never Cries), regia di James Ivory (1998)
- La colazione dei campioni (Breakfast of Champions), regia di Alan Rudolph (1999)
- Lantana, regia di Ray Lawrence (2001)
- Ore 11:14 - Destino fatale (11:14), regia di Greg Marcks (2003)
- Riding the Bullet, regia di Mick Garris (2004)
- Julie & Julia, regia di Nora Ephron (2009)
- Il cigno nero (Black Swan), regia di Darren Aronofsky (2010)
- Insidious, regia di James Wan (2010)
- Answers to Nothing, regia di Matthew Leutwyler (2011)
- Oltre i confini del male: Insidious 2 (Insidious: Chapter 2), regia di James Wan (2013)
- The 9th Life of Louis Drax, regia di Alexandre Aja (2016)
- Insidious - L'ultima chiave (Insidious: The Last Key), regia di Adam Robitel (2018)
- The Manor, regia di Axelle Carolyn (2021)
- Strange Darling, regia di JT Mollner (2023)

### Televisione
- Gidget – serie TV, 3 episodi (1965-1966)
- The Farmer's Daughter – serie TV, 2 episodi (1966)
- Polvere di stelle (Bob Hope Presents the Chrysler Theatre) – serie TV, 1 episodio (1966)
- The Monroes – serie TV, 22 episodi (1966-1967)
- Daniel Boone – serie TV, 1 episodio (1967)
- I giorni di Bryan (Run for Your Life) – serie TV, episodio 3x20 (1968)
- Gli invasori (The Invaders) – serie TV, 1 episodio (1968)
- Ai confini dell'Arizona (The High Chaparral) – serie TV, episodio 1x25 (1968)
- Insight – serie TV, 1 episodio (1970)
- Love Story – serie TV, 1 episodio (1973)
- Inondazione (Flood!), regia di Earl Bellamy – film TV (1976)
- In the Glitter Palace, regia di Robert Butler – film TV (1977)
- Just a Little Inconvenience, regia di Theodore J. Flicker – film TV (1977)
- Sunshine Christmas, regia di Glenn Jordan – film TV (1977)
- Sfida segreta (Intrepid), regia di Peter Carter – miniserie TV (1979)
- L'inferno può attendere (Angel on My Shoulder), regia di John Berry – film TV (1980)
- Twilight Theater, regia di Perry Rosemond – film TV (1982)
- Nel regno delle fiabe (Shelley Duvall's Faerie Tale Theatre) – serie TV, episodio 2x02 (1983)
- My Wicked, Wicked Ways: The Legend of Errol Flynn, regia di Don Taylor – film TV (1985)
- Alfred Hitchcock presenta (Alfred Hitchcock Presents) – serie TV, episodio 1x03 (1985)
- Come l'orchidea (Passion Flower), regia di Joseph Sargent – film TV (1986)
- A Killing in a Small Town, regia di Stephen Gyllenhaal – film TV (1990)
- Passione proibita (Stay the Night), regia di Harry Winer – film TV (1992)
- Ritorno a Colomba Solitaria (Return to Lonesome Dove), regia di Mike Robe – miniserie TV (1993)
- Abramo (Abraham), regia di Joseph Sargent – miniserie TV (1993)
- Una scala per il paradiso (The Staircase), regia di Karen Arthur – film TV (1998)
- Chicago Hope – serie TV, 22 episodi (1999-2000)
- Daniel Deronda, regia di Tom Hooper – miniserie TV (2002)
- Hunger Point, regia di Joan Micklin Silver – film TV (2003)
- Uno sconosciuto accanto a me (The Stranger Beside Me), regia di Paul Shapiro – film TV (2003)
- Paradise, regia di Frank Pierson – film TV (2004)
- The Mountain – serie TV, 13 episodi (2004-2005)
- Poirot (Agatha Christie's Poirot) – serie TV, episodio 12x04 (2010)
- C'era una volta (Once Upon a Time) – serie TV, 13 episodi (2011-2018)
- Il coraggio di una figlia (Left to Die), regia di Leon Ichaso – film TV (2012)
- C'era una volta nel Paese delle Meraviglie (Once Upon a Time in Wonderland) – serie TV, 1 episodio (2014)
- Damien – serie TV (2016)

## Riconoscimenti
- Premio Oscar
  - 1997 – Candidatura alla miglior attrice non protagonista per Ritratto di signora
- BAFTA
  - 2011 – Migliore attrice non protagonista per Il cigno nero

## Doppiatrici italiane
Nelle versioni in italiano delle opere in cui ha recitato, Barbara Hershey è stata doppiata da:
- Fabrizia Castagnoli in Il cigno nero, Insidious, Oltre i confini del male - Insidious 2, Insidious - L'ultima chiave, The Manor
- Maria Pia Di Meo in Occhio indiscreto, Duca si nasce!, Ritorno a Colomba Solitaria, C'era una volta, C'era una volta nel Paese delle Meraviglie
- Rossella Izzo in Uomini veri, L'ultima tentazione di Cristo, Spiagge, Un giorno di ordinaria follia
- Angiola Baggi in Swing Kids - Giovani ribelli, Abramo, The Mountain
- Lorenza Biella in I brevi giorni selvaggi, Colpo vincente
- Cristiana Lionello in Hannah e le sue sorelle, La figlia di un soldato non piange mai
- Vittoria Febbi in Zia Giulia e la telenovela, Uno sconosciuto accanto a me
- Ludovica Modugno in Tre amici, un matrimonio e un funerale, Ritratto di signora
- Serena Verdirosi in California 436
- Livia Giampalmo in Entity
- Anna Rita Pasanisi in Il migliore
- Isabella Pasanisi in Alfred Hitchcock presenta
- Roberta Paladini in Tin Men - 2 imbroglioni con signora
- Vanna Busoni in I diffidenti
- Susanna Javicoli in Un mondo a parte
- Valeria Perilli in Poirot
- Laura Boccanera in Senza difesa
- Cinzia De Carolis in Passione proibita
- Ada Maria Serra Zanetti in Dangerous Woman - Una donna pericolosa
- Beatrice Margiotti in X-Files
- Chiara Salerno in Chicago Hope
- Pinella Dragani in L'ultimo cacciatore
- Roberta Greganti in La colazione dei campioni
- Anna Cesareni in Lantana
- Claudia Razzi in Ore 11:14 - Destino fatale
- Cristina Noci in Strange Darling

Da doppiatrice è sostituita da:
- Roberta De Roberto in C'era una volta